# Trombofilia
Trombofilia – wrodzony lub nabyty zespół chorobowy charakteryzujący się zwiększona skłonnością do tworzenia zakrzepów żylnych lub rzadko tętniczych spowodowaną zaburzeniami w układzie krzepnięcia.

## Przyczyny

### Wrodzone
Do najczęstszych przyczyn trombofilii należą:
- czynnik V Leiden[1]
- Polimorfizm genu protrombiny G20210A[3]

Do rzadkich przyczyn trombofilii należą:
- niedobór antytrombiny III[1]
- niedobór białka C[1]
- niedobór białka S[1]

### Nabyte
- zespół antyfosfolipidowy[1]
- palenie tytoniu[1]